# Onychogomphus viridicosta
Onychogomphus viridicosta är en trollsländeart som först beskrevs av Mamoru Oguma 1926.  Onychogomphus viridicosta ingår i släktet Onychogomphus och familjen flodtrollsländor. Inga underarter finns listade i Catalogue of Life.